# مضاد كورار
مضادات الكورار هي العقاقير القادرة على عكس الشلل الناتج عن الكورار. ومن بين هذه العقاقير نيوستغمين وبايريدوستيغمين وإيدروفونيوم. هذه المواد تتحد مع مواقع الإنزيمات النشطة اتحادا انعكاسيا، وهو ما يعيق وصولها لهدفها الرئيسي المتمثل في الاستيل كولين،  مما يتسبب في زيادة الأسيتيل كولين في الوصلة العصبية العضلية، فيقوم الأسيتيل كولين المجمع بتصحيح تأثير الكيورار عن طريق تنشيط المستقبلات غير المشغولة بمعدل أكبر من طبيعتها وهو ما يعيد العضلة والجسد للعمل بسابق كفاءته. 